# Toxosiphon carinatus
Toxosiphon carinatus là một loài thực vật có hoa trong họ Cửu lý hương. Loài này được (Little) Kallunki miêu tả khoa học đầu tiên năm 1992.